# 2017 a sportban
2017 a sportban a 2017-es év fontosabb sporteseményeit tartalmazza az alábbiak szerint:

## Események

### Január
- 2016. december 26. – 2017. január 5. – U20-as jégkorong-világbajnokság, Montréal, Toronto
- 2016. december 31. – 2017. január 14. – Africa Race
- január 1. – NHL Centennial Classic, Toronto
- január 1–7. – Hopman-kupa, Perth
- január 2. – NHL Winter Classic, St. Louis
- január 2–14. – Dakar-rali
- január 7–8. – A hollandiai Heerenveenben rendezik a gyorskorcsolya-Európa-bajnokság négytávú és a sprint összetett versenyeit, amelyben az egyedüli magyar induló, Nagy Konrád 19. helyen végez.[1]
- január 8–14. – U18-as divízió 1/A-s női jégkorong-világbajnokság, Budapest
- január 8. – A Magyar Úszószövetség rendkívüli tisztújító közgyűlése Bienerth Gusztávot választja meg a szövetség új elnökének a posztról lemondó Gyárfás Tamás helyett.[2]
- január 10. – A Nemzetközi Labdarúgó-szövetség (FIFA) közzéteszi döntését, mely szerint 2026-tól kezdődően a világbajnokság mezőnyét 32 csapatról 48-ra növeli.[3]
- január 11–29. – férfi kézilabda-világbajnokság, Franciaország
- január 13–15. – rövid pályás gyorskorcsolya-Európa-bajnokság, Torino
- január 13–22. – Copa Centroamericana, Panama
- január 14. – február 5. – Afrikai Nemzetek Kupája, Gabon
- január 16–29. – Australian Open, Melbourne
- január 25–29. – biatlon-Európa-bajnokság, Duszniki-Zdrój
- január 25–29. – műkorcsolya-Európa-bajnokság, Ostrava
- január 26–29. – téli X games, Aspen
- január 28. – február 8. – téli universiade, Almati
- január 29. – Pro Bowl, Orlando

### Február
- február 5. – Super Bowl LI, Houston
- február 6–19. – alpesisí-világbajnokság, St. Moritz
- február 8–19. – biatlon világbajnokság, Hochfilzen
- február 9–12. – távonkénti gyorskorcsolya-világbajnokság, Gangneung
- február 10. – március 5. – női sakkvilágbajnokság, Teherán
- február 20–26. – Hungarian Ladies Open tenisztorna, Budapest
- február 22. – március 5. – északisí-világbajnokság, Lahti
- február 24–26. – műugró-Grand Prix-verseny, Rostock
- február 25–26. – sprint gyorskorcsolya-világbajnokság, Calgary

### Március
- március 1. – Rendkívüli ülésén a Fővárosi Közgyűlés – 22 igen, 6 nem szavazat ellenében – úgy határoz, hogy visszavonja a 2024. évi nyári olimpiai és paralimpiai játékok megrendezésére beadott olimpiai pályázatát Budapest.[4]
- március 3–5. – fedett pályás atlétikai Európa-bajnokság, Belgrád
- március 4–5. – összetett gyorskorcsolya-világbajnokság, Hamar
- március 6–12. – légfegyveres-Európa-bajnokság, Maribor
- március 10–12. – rövid pályás gyorskorcsolya-világbajnokság, Rotterdam
- március 26. – Formula–1 ausztrál nagydíj, Melbourne
- március 28. – április 2. – U23-as birkózó-Európa-bajnokság, Szombathely
- március 29. – április 2. – műkorcsolya- és jégtánc-világbajnokság, Helsinki
- március 31. – április 7. – női jégkorong-világbajnokság, Plymouth, Michigan

### Április
- április 1–9. – súlyemelő-Európa-bajnokság, Split
- április 9. – Formula–1 kínai nagydíj, Sanghaj
- április 6–9. – műugró-Grand Prix-verseny, Gatineau
- április 7–9. – Davis-kupa forduló
- április 10–23. – női egyéni sakk-Európa-bajnokság, Riga
- április 12–16. – pályakerékpáros-világbajnokság, Hongkong
- április 13–23. – U18-as jégkorong-világbajnokság, Poprád és Igló
- április 15–21. – divízió 1/A-s női jégkorong-világbajnokság, Graz
- április 15. – május 1. – snooker-világbajnokság, Sheffield
- április 16. – Formula–1 bahreini nagydíj, Bahrein
- április 19–23. – tornász-Európa-bajnokság, Kolozsvár
- április 19–23. – cselgáncs-Európa-bajnokság, Varsó
- április 22–28. – divízió 1/A-s férfi jégkorong-világbajnokság, Kijev
- április 22–30. – férfi U19-es röplabda-Európa-bajnokság, Győr és Puhó
- április 27. – május 7. – strandlabdarúgó-világbajnokság, Nassau
- április 30. – Formula–1 orosz nagydíj, Szocsi

### Május
- május 2. – A Magyar Olimpiai Bizottság közgyűlése Kulcsár Krisztián párbajtőrvívót, a Nemzetközi Vívó Szövetség (FIE) technikai igazgatóját választja a MOB elnökének.[5]
- május 2–7. – birkózó-Európa-bajnokság, Újvidék
- május 4–7. – műugró-Grand Prix-verseny, San Juan
- május 3–19. – U17-es labdarúgó-Európa-bajnokság, Horvátország
- május 5–21. – jégkorong-világbajnokság, Köln, Párizs
- május 5–28. – Giro d’Italia
- május 6–7. – női EHF-bajnokok ligája döntő, Budapest
- május 7. – Harmadik Bajnokok Ligája címét szerzi meg a Győri Audi ETO KC női kézilabda csapata.[6]
- május 14. – Formula–1 spanyol nagydíj, Barcelona
- május 19–21. – ritmikus gimnasztika-Európa-bajnokság, Budapest
- május 20. – június 11. – U20-as labdarúgó-világbajnokság, Dél-Korea
- május 24. – Európa-liga döntő, Stockholm
- május 25–27. – LEN-bajnokok ligája döntő, Budapest
- május 26–28. – műugró-Grand Prix-verseny, Madrid
- május 26–28. – evezős-Európa-bajnokság
- május 27. – Véget ér az OTP Bank Liga 2016/17-es szezonja. (A Bozsik József Stadionban rendezett mérkőzésen a Videoton FC ezüstérmet szerzett, míg a Budapest Honvéd FC – 24 év után ismét – bajnok lett. A gólkirályi címet 16 találattal a Kispest játékosa, Eppel Márton gyűjtötte be.)[7]
- május 28. – június 11. – Roland Garros, Párizs
- május 28. – Formula–1 monacói nagydíj, Monte-Carlo
- május 29. – június 5. – egyéni asztalitenisz-világbajnokság, Düsseldorf
- május 29. – június 10. – egyéni sakk-Európa-bajnokság, Minszk
- május 31. – Magyar labdarúgókupa-döntő, Budapest

### Június
- június 3. – UEFA-bajnokok ligája-döntő, Cardiff
- június 3–4. – Kézilabda bajnokok ligája, döntő, Köln
- június 11. – Formula–1 kanadai nagydíj, Montréal
- június 12–17. – vívó-Európa-bajnokság, Tbiliszi
- június 16–18. – triatlon-Európa-bajnokság, Kitzbühel
- június 16–24. – férfi ökölvívó-Európa-bajnokság, Harkiv
- június 16–25. – női kosárlabda-Európa-bajnokság, Csehország
- június 16–28. – Sakk-csapatvilágbajnokság, Hanti-Manszijszk
- június 16–30. – U21-es labdarúgó-Európa-bajnokság, Lengyelország
- június 17–18. – Le Mans-i 24 órás verseny, Le Mans
- június 17. – július 2. – labdarúgó konföderációs kupa, Oroszország
- június 20. – július 2. – maratoni kajak-kenu-Európa-bajnokság, Vila Nova de Gaia
- június 25. – Formula–1 azeri nagydíj, Baku
- június 27. – július 2. – Tour de Hongrie

### Július
- július 1–2. – Red Bull Air Race Világkupa, Budapest
- július 1–23. – Tour de France
- július 2. - a német labdarúgó-válogatott nyerte a 2017-es konföderációs kupa döntőjét, miután 1–0-ra legyőzte Chilét.
- július 2–15. – U19-es labdarúgó-Európa-bajnokság, Grúzia
- július 3–16. – wimbledoni teniszbajnokság, London
- július 5–7. – műugró-Grand Prix-verseny, Bolzano
- július 6–8. – Kékszalag tókerülő vitorlásverseny, Balaton
- július 9. – Formula–1 osztrák nagydíj, Spielberg
- július 13–16. – nyári X games, Minneapolis
- július 14–16. – kajak-kenu-Európa-bajnokság, Plovdiv
- július 14–30. – úszó-világbajnokság, Budapest
- július 16. – Formula–1 brit nagydíj, Silverstone
- július 16. – augusztus 6. – női labdarúgó-Európa-bajnokság, Hollandia
- július 17–24. – öttusa-Európa-bajnokság, Minszk
- július 19–26. – vívó-világbajnokság, Lipcse
- július 21. – augusztus 4. – sportlövő-Európa-bajnokság, Baku
- július 23–30. – nyári európai ifjúsági olimpiai fesztivál, Győr
- július 28. – augusztus 5. – strandröplabda-világbajnokság, Bécs
- július 30. – Formula–1 magyar nagydíj, Budapest

### Augusztus
- augusztus 1–6. – junior birkózó-világbajnokság, Finnország
- augusztus 4–13. – atlétikai világbajnokság, London
- augusztus 7–12. – Ivan Hlinka emléktorna, Břeclav és Pozsony
- augusztus 8. – UEFA-szuperkupa, Szkopje
- augusztus 19–30. – 2017. évi nyári universiade, Tajpej
- augusztus 19. – szeptember 10. – Vuelta ciclista a España
- augusztus 21–27. – birkózó-világbajnokság, Párizs
- augusztus 21–29. – öttusa-világbajnokság, Kairó
- augusztus 23–27. – gyorsasági kajak-kenu világbajnokság, Račice
- augusztus 24. – szeptember 3. – férfi röplabda-Európa-bajnokság, Lengyelország
- augusztus 25. – szeptember 3. – amatőr ökölvívó-világbajnokság, Hamburg
- augusztus 28. – szeptember 3. – cselgáncs-világbajnokság, Budapest
- augusztus 27. – Formula–1 belga nagydíj, Spa
- augusztus 28. – szeptember 10. – US Open tenisztorna, New York
- augusztus 29. – szeptember 3. – ritmikusgimnasztika-világbajnokság, Pesaro
- augusztus 30. – szeptember 11. – koronglövő-világbajnokság, Moszkva
- augusztus 31. – szeptember 17. – férfi kosárlabda-Európa-bajnokság, Isztambul, Helsinki, Kolozsvár, Tel-Aviv

### Szeptember
- szeptember 1–10. – finndingi-világbajnokság, Balatonföldvár
- szeptember 2–28. – sakkvilágkupa, Tbiliszi
- szeptember 3. – Formula–1 olasz nagydíj, Monza
- szeptember 8–10. – maratoni kajak-kenu-világbajnokság, Pietermaritzburg
- szeptember 13. – A Nemzetközi Olimpiai Bizottság (NOB) limai közgyűlésén Thomas Bach elnök – egy korábbi megállapodás értelmében – bejelenti, hogy 2024-ben Párizs, míg négy esztendővel később, 2028-ban Los Angeles ad otthont a nyári ötkarikás játékoknak.[8]
- szeptember 13–17. – csapat asztalitenisz-Európa-bajnokság, Luxembourg
- szeptember 14–17. – triatlon-világbajnokság, Rotterdam
- szeptember 17. – Formula–1 szingapúri nagydíj, Szingapúr
- szeptember 17–24. – országúti kerékpár-világbajnokság, Bergen
- szeptember 20. – október 1. – női röplabda-Európa-bajnokság, Azerbajdzsán, Grúzia
- szeptember 24. – október 1. – evezős-világbajnokság, Sarasota

### Október
- október 1. – Formula–1 maláj nagydíj, Sepang
- október 2–8. – tornász-világbajnokság, Montréal
- október 8. – Formula–1 japán nagydíj, Szuzuka
- október 22. – Formula–1 amerikai nagydíj, Austin
- október 22–29. – A 2017-es WTA Finals, az év végi női teniszvilágbajnokság, Szingapúr
- október 27. – november 6. – sakkcsapat-Európa-bajnokság, Hersonissos
- október 26–29. – Kuala Lumpur-i műugró-Grand Prix-verseny, Kuala Lumpur[9]
- október 29. – Formula–1 mexikói nagydíj, Mexikóváros

### November
- november 2–5. – szingapúri műugró-Grand Prix-verseny, Szingapúr[10]
- november 9–12. – Gold Coast-i műugró-Grand Prix-verseny[11]
- november 12. – Formula–1 brazil nagydíj, Interlagos
- november 12–19. – tenisz ATP-vb, London
- november 16–27. – a FIDE Grand Prix 2017 utolsó tornája a sakkvilágbajnokjelöltek versenyébe jutásért
- november 24–26. – Davis-kupa-döntő,
- november 26. – Formula–1 abu-dzabi nagydíj, Abu-Dzabi
- november 28. – december 5. – súlyemelő-világbajnokság, Anaheim

### December
- december 1–17. – női kézilabda-világbajnokság, Németország
- december 5. – A Nemzetközi Olimpiai Bizottság (NOB) döntése értelmében csapatként nem vehet részt Oroszország a 2018-as phjongcshangi téli ötkarikás játékokon, sportolói legfeljebb az olimpiai mozgalom zászlaja alatt versenyezhetnek. (A NOB-ülés után egy héttel Vlagyimir Putyin orosz elnök úgy határozott, a szigorú szankciók ellenére nem bojkottálják az olimpiát.)[12]
- december 6–16. – FIFA-klubvilágbajnokság
- december 13–17. – rövid pályás úszó-Európa-bajnokság, Koppenhága
- december 26–31. – Spengler-kupa, Davos

## Halálozások

### Január
| Halálozás  | Név                                                                                       | Nemzetiség, sportág, eredmények | Születés                 |
| ---------- | ----------------------------------------------------------------------------------------- | --- | ------------------------ |
| január 1.  | Bill Craig                                                                                | Olimpiai és pánamerikai bajnok amerikai úszó | 1945                     |
| január 1.  | Kovács Barnabás                                                                           | Magyar síelő, edző, szövetségi kapitány | 1946                     |
| január 1.  | Lorne Loomer                                                                              | Olimpiai bajnok kanadai evezős | 1937                     |
| január 1.  | Samuel Schweber                                                                           | Argentin sakkozó, nemzetközi nagymester | 1936                     |
| január 1.  | Aleksander Tšutšelov                                                                      | / Olimpiai ezüstérmes szovjet-észt vitorlázó | 1933                     |
| január 2.  | Jean Vuarnet                                                                              | Olimpiai bajnok francia alpesisíző | 1933                     |
| január 2.  | Tatár István                                                                              | Magyar atléta, rövidtávfutó | 1958                     |
| január 2.  | Viktor Grigorjevics Carjov                                                                | / Európa-bajnok szovjet válogatott orosz labdarúgó | 1931                     |
| január 4.  | Milt Schmidt                                                                              | Stanley-kupa-győztes kanadai jégkorongozó, HHOF-tag | 1918                     |
| január 4.  | Ezio Pascutti                                                                             | Olasz válogatott labdarúgó | 1937                     |
| január 5.  | Frank Murphy                                                                              | Európa-bajnoki ezüstérmes ír középtávfutó | 1947                     |
| január 5.  | Graham Atkinson                                                                           | Angol labdarúgó | 1943                     |
| január 9.  | Roberto Cabañas                                                                           | Copa América-győztes paraguayi válogatott labdarúgó | 1961                     |
| január 10. | Fernand Decanali Ryszard Parulski Kenny Wharram                                           | olimpiai bajnok francia kerékpárversenyző olimpiai ezüstérmes lengyel vívó Stanley-kupa-győztes kanadai jégkorongozó                                                                                    | 1925 1938 1933           |
| január 12. | Faiq Cabbarov Frank Spellman                                                              | azeri válogatott labdarúgó, hátvéd olimpiai bajnok amerikai súlyemelő | 1972 1922                |
| január 15. | Jan Szczepański                                                                           | olimpiai és Európa-bajnok lengyel ökölvívó | 1939                     |
| január 19. | Ger van Mourik                                                                            | holland labdarúgó, hátvéd, edző | 1931                     |
| január 20. | Carlos Alberto Silva                                                                      | brazil labdarúgóedző | 1939                     |
| január 22. | Giovanni Corrieri Cristina Adela Foișor Lisbeth Korsmo Evelyn Kawamoto Francisco Palmeiro | olasz kerékpárversenyző román sakkozó, női nemzetközi nagymester olimpiai bronzérmes norvég gyorskorcsolyázó, kerékpárversenyző Olimpiai bronzérmes amerikai úszó portugál válogatott labdarúgó, csatár | 1920 1967 1948 1933 1932 |
| január 25. | Ivan Pritargov                                                                            | bolgár válogatott labdarúgó, csatár | 1952                     |
| január 26. | Mendei Árpád Michael Tönnies                                                              | magyar pedagógus, sportvezető, túravezető német labdarúgó | 1938 1959                |
| január 27. | Billy Simpson                                                                             | északír válogatott labdarúgó, csatár | 1929                     |
| január 29. | Ruslan Barburoș Borisz Nikolov                                                            | moldáv válogatott labdarúgó olimpiai bronzérmes bolgár ökölvívó | 1978 1929                |

### Február
- február 3. – Bob Stewart, kanadai jégkorongozó (* 1950)
- február 6.
  - Ivar Aronsson, olimpiai ezüstérmes svéd evezős (* 1928)
  - Roger Walkowiak, Tour de France-győztes francia kerékpárversenyző (* 1927)
- február 9. – Serge Baguet, belga kerékpárversenyző (* 1969)
- február 10.
  - Jamanaka Cujosi, négyszeres olimpiai ezüstérmes japán úszó (* 1939)
  - Piet Keizer, világbajnoki ezüstérmes holland válogatott labdarúgó (* 1943)
- február 11.
  - Vaszilij Alekszandrovics Kugyinov, olimpiai, világ- és Európa-bajnok bajnok orosz kézilabdázó (* 1969)
  - Piet Rentmeester, holland kerékpárversenyző (* 1938)
  - Juan Ulloa, Costa Rica-i válogatott labdarúgó (* 1935)
- február 12. – Sam Arday, ghánai labdarúgóedző, olimpiai bronzérmes szövetségi kapitány (* 1945)
- február 13. – Aage Birch, olimpiai ezüstérmes dán vitorlázó (* 1926)
- február 14.
  - Cipriano Chemello, olimpiai bronzérmes olasz kerékpárversenyző (* 1945)
  - Adrien Duvillard, francia alpesisíző (* 1934)
  - Siegfried Herrmann, német hosszútávfutó (* 1932)
  - Ríkharður Jónsson, izlandi válogatott labdarúgó, csatár, edző (* 1929)
  - Jiří Lanský, kétszeres Európa-bajnoki ezüstérmes cseh magasugró (* 1933)
- február 15. – Manfred Kaiser, keletnémet válogatott német labdarúgó, fedezet, edző (* 1929)
- február 16. – Josef Augusta, olimpiai ezüstérmes csehszlovák válogatott cseh jégkorongozó, edző, világbajnok szövetségi kapitány (* 1946)
- február 17.
  - Tore Eriksson, olimpiai bronzérmes svéd sílövő (* 1937)
  - Russ Prior, világbajnoki bronzérmes kanadai súlyemelő (* 1949)
  - Niki Stajković, Európa-bajnoki ezüst- és bronzérmes osztrák műugró (* 1959)
- február 18.
  - Viktor Mihajlovics Arbekov, világbajnok szovjet-orosz motokrossz-versenyző (* 1942)
  - Roger Hynd, skót labdarúgó, fedezet, edző (* 1942)
- február 23.
  - Derek Ibbotson, olimpiai bronzérmes angol atléta, futó (* 1932)
  - Heinz Libuda, német labdarúgó, középpályás (* 1944)
- február 24. – Vito Ortelli, olasz kerékpárversenyző (* 1921)
- február 26. – Antal János, shotokan karate mester (* 1938)
- február 27.
  - Zvjezdan Cvetković, jugoszláv válogatott horvátországi szerb labdarúgó, hátvéd, edző (* 1960)
  - Marcel De Corte, belga válogatott labdarúgó, fedezet, edző († 1929)
  - İsmail Kurt, török válogatott labdarúgó, hátvéd, edző (* 1934)
  - Alex Young, skót válogatott labdarúgó, csatár, edző (* 1937)
- február 28. – Vlagyimir Vlagyimirovics Petrov, 2x-es olimpiai bajnok, 9x-es világbajnok szovjet válogatott orosz jégkorongozó (* 1947)

### Március
- március 1. – Johannes Lahti, finn tízpróbázó olimpikon (* 1952)
- március 2. – Tommy Gemmell, skót válogatott labdarúgó, hátvéd, edző (* 1943)
- március 3. – Raymond Kopa, világbajnoki bronzérmes, aranylabdás francia válogatott labdarúgó (* 1931)
- március 4. – Alberto Villalta, olimpiai válogatott salvadori labdarúgó, hátvéd (* 1947)
- március 5. – Hajba Antal, világbajnok magyar kenus, mesteredző (* 1938)
- március 6.
  - Bill Hougland, kétszeres olimpiai bajnok amerikai kosárlabdázó (* 1930)
  - Marek Ostrowski, lengyel válogatott labdarúgó, hátvéd (* 1959)
  - Eddy Pauwels, belga kerékpárversenyző (* 1935)
  - Dudley Storey, olimpiai bajnok új-zélandi evezős (* 1939)
- március 7.
  - Mijabe Jukinori, olimpiai bronzérmes japán gyorskorcsolyázó (* 1968)
  - Juan Carlos Touriño, spanyol válogatott argentin labdarúgó, hátvéd, edző (* 1944)
- március 8. – Jurij Anatoljevics Korovjanszkij, Európa-bajnok szovjet válogatott ukrán röplabdázó, edző (* 1967)
- március 10. – Maurice Lusien, Európa-bajnoki ezüstérmes francia úszó (* 1926)
- március 12. – Petra Kandarr, Európa-bajnok német rövidtávfutó (* 1950)
- március 13. – Patrick Nève, belga autóversenyző, Formula–1-es pilóta (* 1949)
- március 14.
  - Luigi Mannelli, olimpiai bajnok olasz vízilabdázó (* 1939)
  - Jim McAnearney, skót labdarúgó, csatár, edző (* 1935)
  - Jelena Arkagyjevna Najmusina, olimpiai és világbajnok szovjet-orosz tornász (* 1964)
- március 15. – Fritz Briel, világbajnok és olimpiai ezüstérmes német kajakozó (* 1934)
- március 19. – Roger Pingeon, Tour de France-győztes francia kerékpárversenyző (* 1940)
- március 21. – August Englas, világbajnok szovjet-észt birkózó (* 1925)
- március 24.
  - Hubert Hammerer, olimpiai bajnok osztrák sportlövő (* 1925)
  - Leo Peelen, olimpiai ezüstérmes holland kerékpárversenyző (* 1968)
- március 25. – Gary Doak, Stanley-kupa-győztes kanadai jégkorongozó (* 1946)
- március 26.
  - Vlagyimir Alekszandrovics Kazacsonok, szovjet válogatott orosz labdarúgó, edző (* 1952)
  - Brian Oldfield, amerikai súlylökő, olimpikon (* 1945)
- március 29.
  - Valerij Nyikolajevics Glusakov, szovjet-orosz labdarúgó, edző (* 1959)
  - Ernst Ogris, osztrák válogatott labdarúgó, csatár, edző (* 1967)

### Április
- április 4. – Frank Schepke, olimpiai bajnok német evezős (* 1935)
- április 5.
  - Tim Parnell, brit autóversenyző, Formula–1-es pilóta (* 1932)
  - Atanasie Sciotnic, világbajnok és olimpiai ezüstérmes román kajakozó (* 1942)
  - Ilkka Sinisalo, finn jégkorongozó (* 1958)
- április 9.
  - Dieter Kottysch, olimpiai bajnok német ökölvívó (* 1943)
  - Bill Sutherland, kanadai jégkorongozó, edző (* 1934)
- április 11. – Margit Schumann, olimpiai, világ- és Európa-bajnok német szánkós (* 1952)
- április 12. – Ángel Espinosa, amatőr világbajnok kubai ökölvívó (* 1966)
- április 14. – Hein-Direck Neu, német atléta, diszkoszvető olimpikon (* 1944)
- április 15. – Amílcar Henríquez, panamai válogatott labdarúgó (* 1983)
- április 16. – Spartaco Landini, olasz válogatott labdarúgó, hátvéd, edző (* 1944)
- április 18. – Augustin Bubník, olimpiai ezüstérmes, világbajnok cseh jégkorongozó, edző, politikus (* 1928)
- április 19. – Istvánfi Csaba, pszichológus, edző, testnevelő tanár. Professor emeritus, a Testnevelési Egyetem rektora (1984–1994) (* 1936)
- április 20.
  - Roberto Ferreiro, Copa América bronzérmes argentin válogatott labdarúgó, edző (* 1935)
  - Germaine Mason, olimpiai ezüstérmes jamaicai-brit atléta, magasugró (* 1983)
- április 21. – Ugo Ehiogu, angol válogatott labdarúgó, hátvéd, edző (* 1972)
- április 22. – Sophie Lefranc-Duvillard, francia alpesisíző (* 1971)
- április 23. – Földi Imre, olimpiai, világ- és Európa-bajnok magyar súlyemelő, a Nemzet Sportolója (* 1938)
- április 24.
  - František Brůna, olimpiai ezüstérmes, világbajnok csehszlovák válogatott cseh kézilabdázó (* 1944)
  - Phil Edwards, angol kerékpárversenyző (* 1949)
- április 25. – Sasha Lakovic, kanadai jégkorongozó (* 1971)
- április 26.
  - Moïse Brou Apanga, elefántcsontparti születésű gaboni válogatott labdarúgó, hátvéd (* 1982)
  - Margit Pörtner, Európa-bajnok, olimpiai ezüstérmes dán curlingversenyző (* 1972)

### Május
- május 1. – Jurij Tyerentyjevics Lobanov, olimpiai és világbajnok szovjet-tádzsik kenus (* 1952)
- május 3. – Császár Attila, világbajnoki bronzérmes magyar kajakozó, edző (* 1958
- május 4.
  - Bart Carlier, holland válogatott labdarúgó, csatár (* 1929)
  - Dobrovits Péter, magyar sportvezető, közgazdász. A Magyar Kézilabda Szövetség elnöke 1988 és 1991 között (* 1940)
- május 5. – Adolph Kiefer, olimpiai bajnok amerikai úszó (* 1918)
- május 6.
  - Steven Holcomb, olimpiai bajnok amerikai bobversenyző (* 1980)
  - Peter Noble, angol labdarúgó, csatár (* 1944)
- május 7. – Beppo Mauhart, osztrák menedzser, sportvezető (* 1933)
- május 10. – Ted Hibberd, olimpiai bajnok kanadai jégkorongozó (* 1926)
- május 11. – Alekszandr Ivanovics Bodunov, kétszeres világbajnok szovjet válogatott orosz jégkorongozó (* 1951)
- május 13.
  - Ron Bontemps, olimpiai bajnok amerikai kosárlabdázó (* 1926)
  - Yanko Daučík, spanyol labdarúgó, csatár (* 1941)
  - Marcel Pelletier, kanadai jégkorongozó, játékosmegfigyelő (* 1929)
- május 15. – Nászer Givehcsi, olimpiai ezüstérmes iráni birkózó (* 1932)
- május 16. – Ronnie Cocks, máltai válogatott labdarúgó, csatár, edző (* 1943)
- május 17.
  - Raúl Córdoba, mexikói válogatott labdarúgó, kapus (* 1924)
  - Jean Swiatek, lengyel származású francia válogatott labdarúgó, hátvéd (* 1921)
- május 18. – Volodimir Ivanovics Dudarenko, szovjet válogatott ukrán labdarúgó, csatár, edző (* 1946)
- május 19. – David Bystroň, cseh labdarúgó, hátvéd (* 1982)
- május 20.
  - Recep Adanır, török válogatott labdarúgó, csatár, edző (* 1929)
  - Albert Bouvet, világbajnoki ezüstérmes francia kerékpárversenyző (* 1930)
  - Paul Falk, olimpiai, világ- és Európa-bajnok német műkorcsolyázó (* 1921)
  - Victor Găureanu, világbajnoki bronzérmes román vívó (* 1967)
  - Noel Kinsey, walesi válogatott labdarúgó, csatár (* 1925)
- május 21. – Bill White, kanadai jégkorongozó, edző (* 1939)
- május 22.
  - Leonhard Nagenrauft, Európa-bajnok német szánkós (* 1938)
  - Philippa Roles, walesi atléta, diszkoszvető olimpikon (* 1978)
  - Lars-Erik Skiöld, olimpiai bronzérmes svéd birkózó (* 1952)
- május 23.
  - Ernst Gebendinger, világbajnok és olimpiai ezüstérmes svájci tornász (* 1926)
  - Denise Guénard, Európa-bajnoki ezüstérmes francia atléta ötpróbázó (* 1934)
- május 27. – Ludwig Preis, német labdarúgó, edző (* 1971)
- május 28. – Graham Webb, világbajnok angol kerékpárversenyző (* 1944)
- május 29. – Nyikolaj Matvejevics Tatarinov, olimpiai ezüstérmes szovjet-orosz öttusázó (* 1927)
- május 31. – Szondy István, olimpiai bajnok öttusázó (* 1925)

### Június
- június 2.
  - Gordon Christian, olimpiai ezüstérmes amerikai jégkorongozó (* 1927)
  - Carlo Turcato, olimpiai ezüstérmes olasz kardvívó (* 1921)
- június 5.
  - Marco Coll, kolumbiai válogatott labdarúgó, fedezet, edző (* 1935)
  - Giuliano Sarti, olasz válogatott labdarúgó kapus (* 1935)
- június 7. – Françoise Mailliard, világbajnoki ezüstérmes francia vívó (* 1929)
- június 8.
  - Szergo Kutivadze, szovjet válogatott grúz labdarúgó, középpályás, edző (* 1944)
  - René Monse, világ- és Európa-bajnoki bronzérmes német ökölvívó (* 1968)
  - Jan Notermans, válogatott holland labdarúgó, fedezet, edző (* 1932)
- június 9. – Francisco Javier García Verdugo, spanyol labdarúgó, hátvéd, edző (* 1934)
- június 12. – Karl-Heinz Weigang, német labdarúgóedző (* 1935)
- június 14. – Jacques Foix, francia válogatott labdarúgó, csatár, edző (* 1930)
- június 15. – Danny Schock, Stanley-kupa-győztes kanadai jégkorongozó (* 1948)
- június 17.
  - Józef Grudzień, olimpiai és Európa-bajnok lengyel ökölvívó (* 1939)
  - Omar Monza, világbajnok argentin kosárlabdázó (* 1929)
- június 18.
  - Pierluigi Chicca, olimpiai ezüstérmes olasz kardvívó (* 1937)
  - Robert Van Kerkhoven, belga válogatott labdarúgó (* 1924)
- június 19. – Tony DiCicco, amerikai válogatott labdarúgó, kapus, olimpiai és világbajnok edző (* 1948)
- június 20.
  - Mervyn Crossman, olimpiai bronzérmes ausztrál gyeplabdázó (* 1935)
  - Szergej Alekszandrovics Milnyikov, olimpiai és világbajnok szovjet válogatott orosz jégkorongozó (* 1958)
- június 22. – Bob Ring, amerikai jégkorongozó, kapus (* 1946)
- június 24. – Nils Nilsson, világbajnok és olimpiai ezüstérmes svéd jégkorongozó (* 1936)
- június 25. – José Manuel Mourinho Félix, portugál válogatott labdarúgó, kapus, edző (* 1938)
- június 27.
  - Tom Corcoran, amerikai alpesisíző, olimpikon (* 1931)
  - Szo Junbok, dél-koreai atléta, hosszútávfutó (* 1923)
  - Stéphane Paille, francia válogatott labdarúgó, csatár, edző (* 1965)
- június 29.
  - John Monckton, olimpiai ezüstérmes ausztrál úszó (* 1938)
  - Dave Semenko, Stanley-kupa-győztes kanadai jégkorongozó, edző (* 1957)
- június 30.
  - Darrall Imhoff, olimpiai bajnok amerikai kosárlabdázó (* 1938)
  - Kovács László, magyar válogatott labdarúgó, kapus (* 1951)

### Július
- július 1. – Ajan Szadakov, bolgár válogatott labdarúgó, középpályás, edző (* 1961)
- július 2.
  - Billy Cook, skóciai születésű válogatott ausztrál labdarúgó, hátvéd (* 1940)
  - John McCormick, skót labdarúgó, hátvéd (* 1936)
- július 5. – John McKenzie, skót válogatott labdarúgócsatár (* 1925)
- július 6. – Heinz Schneiter, svájci német labdarúgóhátvéd, edző (* 1935)
- július 12. – Tod Sloan, Stanley-kupa-győztes és világbajnoki ezüstérmes kanadai jégkorongozó (* 1927)
- július 21. – Nyikolaj Andrejevics Kamenszkij, világbajnoki ezüstérmes szovjet-orosz síugró (* 1931)
- július 22. – František Ševčík, olimpiai ezüstérmes csehszlovák válogatott cseh jégkorongozó (* 1942)
- július 23. – Waldir Peres, világbajnoki bronzérmes brazil labdarúgó, kapus, edző (* 1951)
- július 24. – Niculae Nedeff, világ- és Európa-bajnok, olimpiai ezüstérmes román kézilabdaedző (* 1928)
- július 27.
  - Perivaldo Dantas, brazil válogatott labdarúgó, hátvéd (* 1953)
  - Valerij Pavlovics Maszlov, szovjet válogatott orosz labdarúgó, középpályás, edző (* 1940)
  - Mario Tullio Montano, olimpiai bajnok olasz kardvívó (* 1944)
  - Manfred Rummel, német labdarúgó, csatár, edző (* 1938)
  - Kim Vongi, olimpiai bajnok dél-koreai birkózó (* 1962)

### Augusztus
- augusztus 6.
  - Betty Cuthbert, négyszeres olimpiai bajnok ausztrál atléta (* 1938)
  - Daniel McKinnon, olimpiai ezüstérmes amerikai jégkorongozó (* 1922
- augusztus 9. – Ely Tacchella, svájci válogatott labdarúgóhátvéd (* 1936)
- augusztus 10.
  - Miroslav Ćurčić, jugoszláv-szerb labdarúgó, csatár (* 1962)
  - Jim Nevin, ausztrál kerékpárversenyző, olimpikon (* 1931)
- augusztus 12. – Zdravko Hebel, olimpiai bajnok jugoszláv válogatott horvát vízilabdázó, sportvezető (* 1943)
- augusztus 14. – Stephen Wooldridge, olimpiai és világbajnok ausztrál kerékpárversenyző (* 1977)
- augusztus 17. – Parker MacDonald, kanadai jégkorongozó, edző (* 1933)
- augusztus 18.
  - Pertti Alaja, finn válogatott labdarúgó, kapus, edző (* 1952)
  - Dave Creighton, kanadai jégkorongozó, csatár (* 1930)
- augusztus 20. – Gary West, ausztrál kerékpárversenyző, olimpikon (* 1960)
- augusztus 21. – Bill Green, angol labdarúgó, hátvéd, edző (* 1950)
- augusztus 20. – Velicsko Csolakov, Európa-bajnok, olimpiai bronzérmes bolgár súlyemelő (* 1982)
- augusztus 23. – Engelbert Jarek, lengyel válogatott labdarúgócsatár, edző (* 1935)
- augusztus 29. – Harold Hurley, olimpiai ezüstérmes kanadai jégkorongozó, kapus (* 1929)
- augusztus 30.
  - Elmer Acevedo, salvadori válogatott labdarúgó, hátvéd (* 1949)
  - Tim Mickelson, olimpiai ezüstérmes amerikai evezős (* 1948)

### Szeptember
- szeptember 3. – Piet Ouderland, holland válogatott labdarúgó, csatár (* 1933)
- szeptember 6. – Nicolae Lupescu, román válogatott labdarúgó hátvéd, edző (* 1940)
- szeptember 8.
  - Isabelle Daniels, olimpiai bronzérmes amerikai rövidtávfutó (* 1937)
  - Catherine Hardy, olimpiai bajnok amerikai rövidtávfutó (* 1930)
- szeptember 10. – Pierre Pilote, Stanley-kupa-győztes kanadai jégkorongozó, HHOF-tag (* 1931)
- szeptember 11. – Jeff Parker, amerikai jégkorongozó (* 1964)
- szeptember 12. – Bert McCann, skót válogatott labdarúgó, csatár (* 1932)
- szeptember 17. – Eugenio Bersellini, olasz labdarúgó, fedezet, edző (* 1936)
- szeptember 18.
  - Jean Plaskie, belga válogatott labdarúgó, hátvéd (* 1941)
  - Paul Wilson, skót válogatott labdarúgó, középpályás (* 1950)
- szeptember 19. – Kovács Erzsébet, magyar válogatott röplabdázó (* 1934)
- szeptember 22.
  - Mike Bright, pánamerikai ezüstérmes amerikai röplabdázó (* 1937)
  - Dunc Fisher, kanadai jégkorongozó, csatár (* 1927)
  - Paavo Lonkila, olimpiai aranyérmes finn sífutó (* 1923)
- szeptember 25. – Tom Miller, kanadai jégkorongozó (* 1947)
- szeptember 26. – Richard Boucher, francia válogatott labdarúgó, hátvéd, edző (* 1932)
- szeptember 27. – Antonio Spallino, olimpiai és világbajnok olasz tőr- és párbajtőrvívó, politikus (* 1925)
- szeptember 29.
  - Rolf Herings, német atléta, gerelyhajító, olimpikon, labdarúgóedző (* 1940)
  - Philippe Médard, olimpiai bronzérmes francia kézilabdázó (* 1959)
- szeptember 30. – Gunnar Thoresen (labdarúgó), norvég válogatott labdarúgó (* 1920)

### Október
- október 4.
  - Ljudmila Nyikolajevna Gurejeva, olimpiai ezüstérmes szovjet válogatott röplabdázó (* 1943)
  - Hegedűs Gyula, magyar labdarúgó, kapus (* 1952)
  - Karel Kolář, Európa-bajnok cseh atléta, futó (* 1955)
- október 5. – Toon Geurts, olimpiai ezüstérmes holland kajakozó (* 1932)
- október 6.
  - Marek Gołąb, olimpiai bronzérmes lengyel súlyemelő (* 1940)
  - Ian McNeill, skót labdarúgó, csatár, edző (* 1932)
- október 7.
  - Hugo Budinger, olimpiai bronzérmes német gyeplabdázó († 1927)
  - Hugo Dollheiser, olimpiai bronzérmes német gyeplabdázó (* 1927)
  - Antun Rudinski, jugoszláv válogatott szerb labdarúgó, csatár, edző (* 1937)
- október 9. – Manuel Busto, francia kerékpárversenyző (* 1932)
- október 10. – Cso Dzsinho, dél-koreai válogatott labdarúgó, középpályás, edző (* 1973)
- október 13. – Pierre Hanon, belga válogatott labdarúgó, középpályás, hátvéd (* 1936)
- október 17. – Giuseppe Massa, olasz labdarúgó, csatár, edző (* 1948)
- október 19. – Miguel Ángel Loayza, perui válogatott labdarúgó, középpályás (* 1940)
- október 22. – Fernand Picot, francia kerékpárversenyző (* 1930)
- október 23. – Reinhold Durnthaler, olimpiai ezüstérmes, világbajnok osztrák bobversenyző (* 1942)
- október 27. – Dieter Kurrat, német labdarúgó, edző (* 1942)
- október 28. – Willy Schroeders, belga kerékpárversenyző (* 1932)
- október 30.
  - Eugène Parlier, svájci válogatott labdarúgókapus (* 1929)
  - Abbas Zandi, világbajnok iráni birkózó (* 1930)
- október 31.
  - Stefano Salvatori, olasz labdarúgó (* 1967)
  - Abubakari Yakubu, ghánai válogatott labdarúgó (* 1981)

### November
- november 3. – Jiří Kormaník, olimpiai ezüstérmes cseh birkózó (* 1935)
- november 5. – Dionatan Teixeira, brazil származású szlovák labdarúgó (* 1992)
- november 6.
  - Feliciano Rivilla, Európa-bajnok spanyol válogatott labdarúgó (* 1936)
  - Günter Hoge, keletnémet válogatott német labdarúgó, csatár (* 1940)
- november 8. – Josip Weber, horvát és belga válogatott horvát labdarúgó (* 1964)
- november 13. – Santiago Vernazza, argentin válogatott labdarúgó, csatár (* 1928)
- november 17. – Olekszandr Petrovics Szalnikov, kétszeres olimpiai bronzérmes szovjet-ukrán kosárlabdázó (* 1949)
- november 18.
  - Friedel Rausch, német labdarúgó, hátvéd, edző (* 1940)
  - Gillian Rolton, olimpiai bajnok ausztrál lovas (* 1956)
  - Naim Süleymanoğlu, olimpiai világ- és Európa-bajnok bulgáriai születésű török súlyemelő (* 1967)
- november 19. – Jana Novotná, világbajnok, olimpiai ezüst- és bronzérmes cseh teniszezőnő (* 1968)
- november 20. – Janusz Wójcik, lengyel labdarúgó, edző, politikus (* 1953)
- november 21. – Luis Garisto, uruguayi válogatott labdarúgó, hátvéd, edző (* 1945)
- november 23.
  - Tullio Baraglia, olimpiai ezüst- és bronzérmes olasz evezős (* 1934)
  - Allan Harris, angol labdarúgó, hátvéd, edző (* 1942)
- november 24. – Ángel Berni, paraguayi labdarúgó († 1931)
- november 25.
  - Jesús Gómez Portugal, olimpiai bronzérmes mexikói lovas, díjugrató (* 1941)
  - Vlagyimir Petrovics Skurihin, világ- és Európa-bajnok, olimpiai ezüstérmes szovjet válogatott orosz röplabdázó (* 1958)
- november 28. – Zdeněk Šreiner, olimpiai bajnok csehszlovák válogatott cseh labdarúgó, középpályás (* 1954)
- november 29. – Szabó László, világbajnoki ezüstérmes magyar kézilabdázó (* 1955)

### December
- december 1. – Uli Vos, olimpiai bajnok német gyeplabdázó (* 1946)
- december 4. – Armenak Alacsacsján, olimpiai ezüstérmes és Európa-bajnok szovjet-örmény kosárlabdázó, edző (* 1930)
- december 6. – Cyrus Young, olimpiai bajnok amerikai atléta, gerelyhajító (* 1928)
- december 8.
  - Ron Boehm, kanadai jégkorongozó (* 1943)
  - Kisgyörgy Lajosné, világ és Európa-bajnoki ezüstérmes magyar sportlövő (* 1914)
- december 10.
  - Viktor Jakovlevics Potapov, olimpiai bronzérmes, kétszeres világbajnok szovjet-orosz vitorlázó (* 1947)
- Zarley Zalapski, kanadai válogatott jégkorongozó, olimpikon (* 1968)
- december 13.
  - Simon Dickie, olimpiai bajnok új-zélandi evezős (* 1951)
  - Claude Martin, olimpiai ezüstérmes francia evezős (* 1930)
- december 14.
  - Karl-Erik Nilsson, olimpiai bajnok svéd birkózó (* 1922)
  - Lones Wigger, olimpiai bajnok amerikai sportlövő (* 1937)
- december 16. – Len Ceglarski, olimpiai ezüstérmes amerikai jégkorongozó, edző (* 1926)
- december 20.
  - Jean-Jacques Guyon, olimpiai bajnok francia lovas (* 1932)
  - Jiří Sloup, csehszlovák válogatott cseh labdarúgó (* 1953)
- december 21. – Renan Martins Pereira, brazil labdarúgó, középpályás (* 1997)
- december 26.
  - Willie Penman, skót labdarúgó, csatár (* 1939)
  - Gerd Cintl, olimpiai bajnok német evezős (* 1938)
- december 27.
  - Osvaldo Fattori, olasz válogatott labdarúgó, hátvéd (* 1922)
  - Lothar Schämer, német labdarúgó (* 1940)
- december 28.
  - John Faulkner, angol labdarúgó, hátvéd, edző (* 1948)
  - Stanisław Terlecki, lengyel válogatott labdarúgó, középpályás, csatár (* 1955)
- december 30. – Szalay Gyöngyi, olimpiai bronzérmes, hatszoros világbajnok párbajtőrvívó (* 1968)
- december 31. – Jackie Mooney, ír válogatott labdarúgó, csatár (* 1938)